# Alfa Romeo 159
De Alfa Romeo 159 is een middenklasseauto van het Italiaanse automerk Alfa Romeo. In 2006 volgde hij de 156 op als Alfa's wapen tegen de populaire BMW 3-serie. De auto was leverbaar als sedan of stationwagen (door Alfa ook wel Sportwagon genoemd). In september 2011 werd de productie echter stopgezet. De opvolger, die zowel de 159 als de eerder stopgezette grotere 166 zal moeten vervangen, werd geïntroduceerd in 2015: de Alfa Romeo Giulia. De 159 is genoemd naar de legendarische Alfa Romeo Alfetta 159, die onoverwinnelijk bleek in de formule 1 seizoenen van 1950 en 1951.

## Ontwerp
Het ontwerp van de 159 kwam van Giorgetto Giugiaro in samenwerking met het eigen Centro Stile van Alfa Romeo en bouwt voort op zijn voorganger, de 156 en toont vele gelijkenissen met Alfa's coupe, de Alfa Romeo Brera. Opnieuw is het een typische Italiaanse wagen met een elegant en sportief uiterlijk. De voorkant begint opnieuw bij de typische grille van Alfa Romeo en bepaalt voor een groot stuk de volledige lijn van de wagen. Over de motorkap loopt de lijn verder in een V vorm naar boven toe en loopt via de zijkanten door naar achter. Het interieur is ontworpen door het Centro Stile van Alfa Romeo en moet met de cockpit-stijl die volledig naar de bestuurder gericht is de sportiviteit benadrukken.

## Techniek
Een belangrijke doelstelling bij het bouwen van de 159 was het verhogen van de veiligheid, zowel actief als passief. Om dit te bereiken werd het nieuwe Premium platform ontwikkeld en in totaal bevat de 159 acht airbags. De Alfa 159 kreeg van de EuroNCAP de volle vijf sterren. De torsiestijfheid is de behaalt een waarde van meer dan 180.000 daNm/rad.
De 159 kreeg vier nieuwe benzinemotoren ten opzichte van zijn voorganger: de 3.2 V6 24v van 260 pk, de 2.2 van 185 pk en de 1.9 van 160 pk. Alle drie zijn het JTS (Jet Thrust Stoichiometric) motoren met directe inspuiting. De 1,8-liter mpi 140pk benzinemotor (van Opel origine) moet het doen zonder directe brandstofinjectie.
De JTD-dieselmotoren werden voorzien van de Multijet-technologie en kregen de naam JTDm. De krachtigste is de vijfcilinder 2.4 20v motor met een vermogen van 200 pk en een maximaal koppel van 400 Nm. Deze is inmiddels vervangen door een versie met 210 pk waarbij het maximum koppel al beschikbaar is bij 1500 in plaats van 2000 toeren per minuut. De andere twee beschikbare dieselmotoren zijn de gebruikelijke 1.9-motoren: een met acht kleppen en 120 pk en een met 16 kleppen en 150 pk. De aandrijving van de 159 blijft gebeuren via de voorwielen maar hij kan uitgerust worden met het Q4 systeem van Alfa Romeo dat zorgt voor dynamische vierwielaandrijving. Verder moeten een double wishbone-ophanging vooraan en een multilink-ophanging achteraan voor een goede wegligging zorgen.
In juni 2009 komen er twee nieuwe motoren beschikbaar. Dit zijn de 2.0 JTDm 16v en 1750TBi. Het antwoord van Alfa op de strengere milieunormen. De 2.0 JTDm heeft 170pk en een maximaal koppel van 360 Nm al bij 1750 tpm. Ondanks deze prestaties is de fabriek er toch in geslaagd er een B label van te maken (een gemiddeld verbruik van 1 op 19,6 en een CO2-uitstoot van maar 136 g/km). Standaard hebben alle Alfa-diesels al jaren een roetfilter (zelfs toen het nog niet verplicht was).
De 1750TBi is een viercilinder en voorzien van directe injectie. Dit resulteert in een vermogen van 200 pk en een koppel van 320 Nm. De CO2-uitstoot is 189 g/km.
Met zijn nieuwe TBi-hart haalt de berline een topsnelheid van 235 km/h en de versnelling van 0 naar 100 verloopt in 7,7 seconden.

## Q4

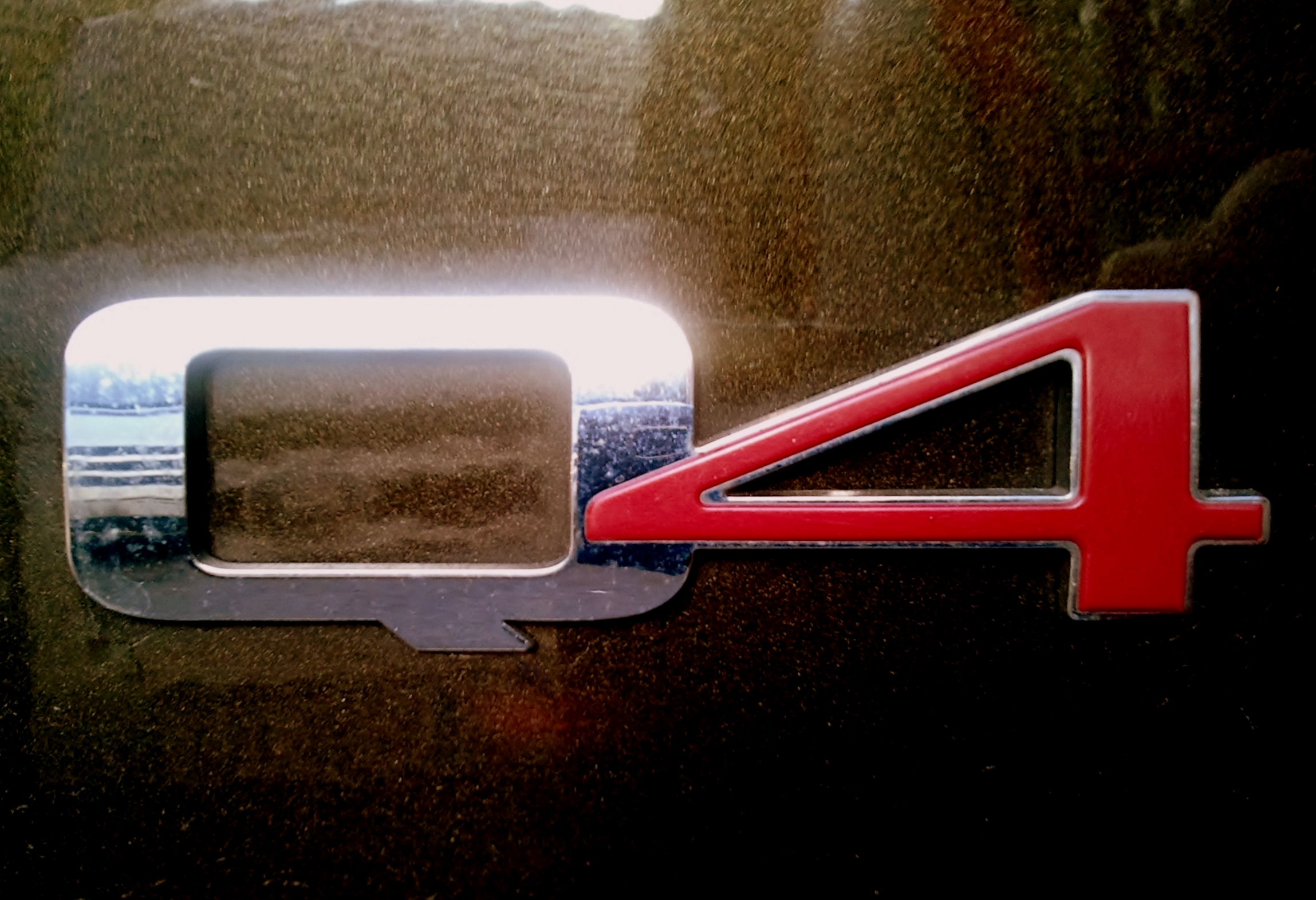

Q4 vierwielaandrijvingssysteem of permanent vierwielaandrijving met "Torsen Twin C" middendifferentieel en in het huis van de Torsen-unit geïntegreerd voordifferentieel.
Het vermogen wordt onder normale omstandigheden in een 43/57-verhouding over de voor- en achterwielen verdeeld. Afhankelijk van de omstandigheden kan 72 procent naar de voorwielen worden gestuurd of juist 78 procent naar de achterwielen.Beschikbaar op de 3.2jts en de 2.4jtd met of zonder Q-Tronic.

## Q-Tronic
De Q-Tronic die is gekoppeld aan de 2,4-liter motor heeft vier schakelprogramma’s: Comfort, Sport, Winter en er is sequentiële handschakeling. De versies met 1,9-liter motor hebben alleen een Comfort-stand en kunnen met de hand worden geschakeld. Ook heeft de transmissie een functie die bochten en hellingen herkent en daar de schakelmomenten op aanpast. Ook is er ‘Braking Assist’ dat de motor bij afdalingen afremt. De Q-Tronic-transmissie is leverbaar op de 1,9-liter JTD 16V en de 2,4-liter JTD in Progression- en Distinctive-trim. Op de achtklepper is de automaat niet leverbaar.
De transmissie helpt een aardig handje mee: hij past zich aan de rijstijl van de bestuurder aan en is voorzien van een koppelomvormer. Die kan het geleverde koppel vermenigvuldigen, wat goed is voor de prestaties van de Alfa. Ook zorgt dit systeem ervoor dat de versnellingsbak bijvoorbeeld voor een verkeerslicht automatisch in neutraal schakelt. Zo wordt brandstof bespaard en wordt slijtage verminderd. Verder zorgt de koppelomvormer ervoor dat tijdens het schakelen de aandrijving niet wordt onderbroken. Zodoende schakelt de 159 volgens zijn fabrikant snel en schokvrij.

## Selespeed
Alfa Romeo levert de 159 in combinatie met de 2,2-liter viercilinder ook met een gerobotiseerde handbak.
Selespeed combineert de voordelen van een handgeschakelde versnellingsbak met het gemak en het comfort van een automaat. Handmatig schakelen is ook mogelijk via de flippers aan het stuur.

## GTA
Er zijn plannen geweest om een GTA versie van de 159 te ontwikkelen.
De GTA zou de bekende, door Ferrari ontwikkelde, Maserati 4.2L V8 krachtbron met een vermogen van 400pk moeten krijgen. Deze versie is echter nooit geproduceerd.
Deze motor werd voor het eerst bij Alfa Romeo gepresenteerd in de Brera concept. Ook hier bleef deze krachtbron in het productiemodel achterwege.
Dit had te maken met het feit dat de 8C Competizione reeds in ontwikkeling was. Hiervan was reeds bekend dat dit gelimiteerde top model deze motor zou gaan krijgen.
Voor de 8C werd de motorinhoud vergroot tot 4.7L en het vermogen nam toe tot 450pk.

## Sportwagon

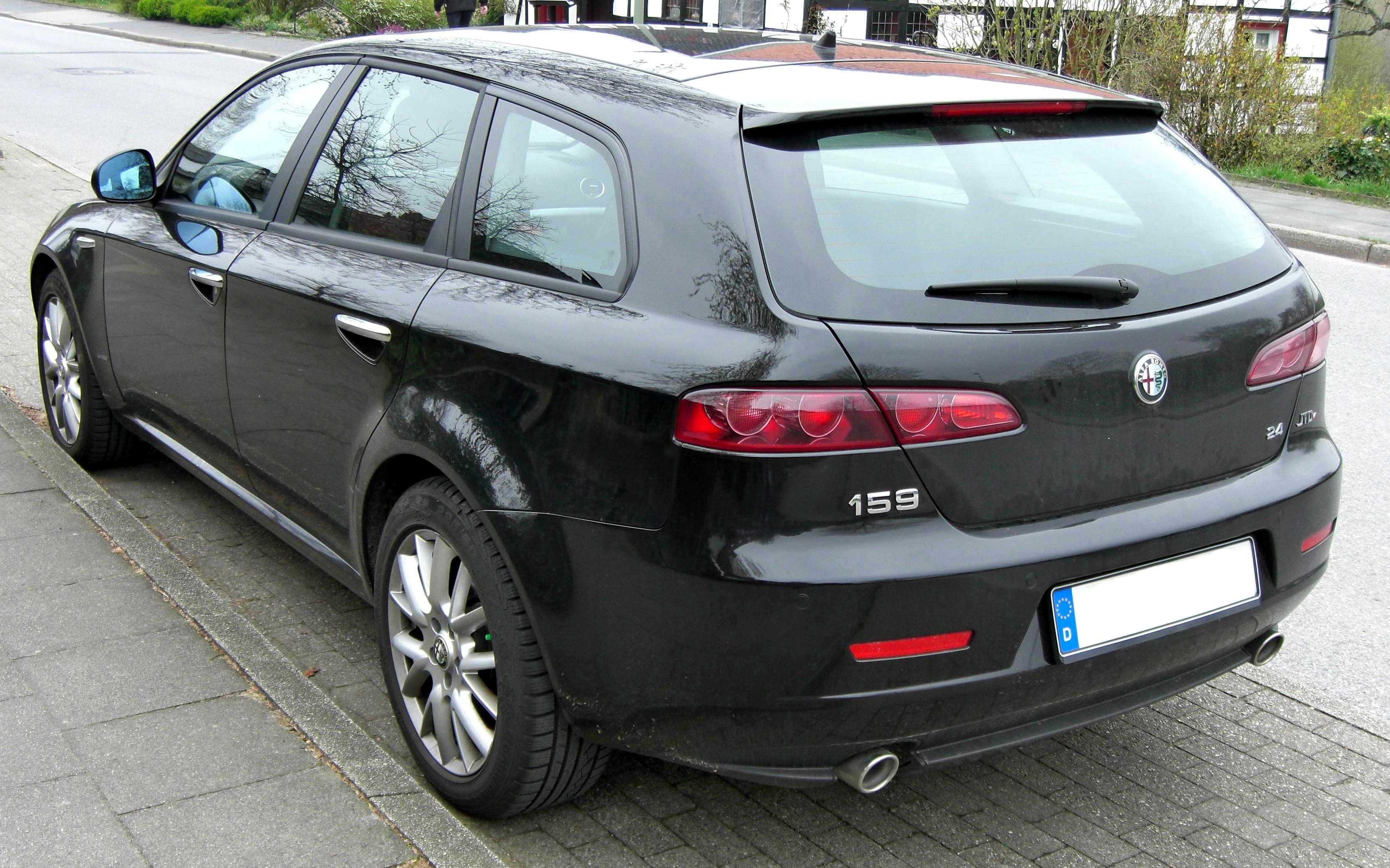

Sportwagon is de naam die Alfa Romeo gebruikt voor zijn stationwagens en net zoals van de 156 werd die ook gemaakt van de 159.

## Versies
De Alfa Romeo 159 werd in de volgende uitrustingsniveaus geleverd:
- Progression
- Business
- Distinctive
- Turismo Internationale (TI)

## TI
Het TI of Turismo Internazionale -pakket bestaat uit speciale 19 inch velgen, sideskirts, een sportiever instrumentarium en  een recaro sport interieur. In eerste instantie was dit sport interieur alleen in zwart leer te bestellen, dit werd later uitgebreid met beige leder en zwart alcantara met rode stiksels. Speciaal voor de TI is de rode lak van de Alfa Romeo 8C Competizione beschikbaar.

## Prestaties
| Model                      | Topsnelheid (km/h) (mph) | Topsnelheid (km/h) (mph) | Acc. (s/0–100 km/h) | Acc. (s/0–100 km/h) | Verbruik. gecomb. EU (l/100 km) (mpg–imp) | Verbruik. gecomb. EU (l/100 km) (mpg–imp) | Jaar      | Jaar |
| -------------------------- | ------------------------ | ------------------------ | ------------------- | ------------------- | ----------------------------------------- | ----------------------------------------- | --------- | ---- |
| Model                      | manueel                  | automaat                 | manueel             | automaat            | manueel                                   | automaat                                  |           |      |
| 1.8                        | 206 (128)                |                          | 10,2                |                     | 7,7 (36,7)                                |                                           | 2005-2007 |      |
| 1.8                        | 208 (129)                |                          | 10,2                |                     | 7,6 (37,1)                                |                                           | 2008-2010 |      |
| 1750TBi                    | 235                      |                          | 7,7                 |                     | -                                         |                                           | 2009-2011 |      |
| 1.9 JTDM 8V                | 191 (119)                |                          | 11,0                |                     | 5,9 (47,9)                                |                                           | 2005-2007 |      |
| 1.9 JTDM 8V                | 193 (120)                |                          | 10,7                |                     | 5,9 (47,9)                                |                                           | 2008-     |      |
| 1.9 JTDM 16V               | 210 (130)                | 210 (130)                | 9,4                 | 9,4                 | 6,0 (47,0)                                | 7,1 (39,8)                                | 2005-2007 |      |
| 2.0 JTDM 16V               | 212 (131)                | 209 (130)                | 9,2                 | 9,5                 | 5,9 (47,9)                                | 7,1 (39,8)                                | 2008-     |      |
| 1.9 JTS                    | 212 (132)                |                          | 9,7                 |                     | 8,7 (32,5)                                |                                           | 2005-2007 |      |
| 1.9 JTS                    | 214 (133)                |                          | 9,5                 |                     | 8,7 (32,5)                                |                                           | 2008-2010 |      |
| 2.2 JTS                    | 222 (138)                |                          | 8,8                 |                     | 9,4 (30,0)                                |                                           | 2005-2007 |      |
| 2.2 JTS                    | 224 (139)                |                          | 8,7                 |                     | 9,2 (30,7)                                |                                           | 2008-2010 |      |
| 2.2 JTS Selespeed          | 222 (138)                |                          | 8,8                 |                     | 9,2 (30,7)                                |                                           | 2005-2007 |      |
| 2.2 JTS Selespeed          | 224 (139)                |                          | 8,7                 |                     | 9,1 (31,0)                                |                                           | 2008-2010 |      |
| 2.4 JTDM                   | 228 (142)                | 224 (139)                | 8,4                 | 8,4                 | 6,8 (41,5)                                | 8,0 (35,3)                                | 2005-2007 |      |
| 2.4 JTDM (210 pk)          | 231 (143)                |                          | 8,1                 |                     | 6,8 (41,5)                                |                                           | 2008-2010 |      |
| 2.4 JTDM (200 pk Q-Tronic) | 225 (140)                |                          | 8,3                 |                     | 7,9 (35,7)                                |                                           | 2008-2010 |      |
| 2.4 JTDM (210 pk)          | 230 (143)                |                          | 8,2                 |                     | 6,8 (41,5)                                |                                           | 2007-2010 |      |
| 2.4 JTDM Q4 (210 pk)       | 226 (141)                |                          | 8,4                 |                     | 7,5 (37,6)                                |                                           | 2005-2007 |      |
| 2.4 JTDM Q4 (210 pk)       | 227 (141)                |                          | 8,3                 |                     | 7,2 (39,2)                                |                                           | 2008-2010 |      |
| 3.2 V6 JTS Q4              | 240 (149)                | 240 (149)                | 7,0                 | 7,2                 | 11,5 (24,5)                               | 12,2 (23,1)                               | 2005-2007 |      |
| 3.2 V6 JTS FWD             | 250 (155)                |                          | 7,1                 |                     | 11,0 (25,7)                               |                                           | 2008-     |      |
| 3.2 V6 JTS Q4              | 244 (151)                | 242 (150)                | 7,0                 | 7,2                 | 11,4 (24,8)                               | 12,1 (23,4)                               | 2008-2010 |      |

## Voetnoten
1. ↑  MY08 159 Specifications[dode link]. alfaromeo.it. Geraadpleegd op 7 april 2008.
2. ↑  Preisliste 3/2007. alfaromeo.ch. Gearchiveerd op 9 oktober 2007. Geraadpleegd op 26 april 2007.